# FIPRESCI
Federația Internațională a Criticilor de Film (în franceză Fédération Internationale de la Presse Cinématographique, abreviat FIPRESCI) este o asociație a organizațiilor naționale ale jurnaliștilor și a criticilor de film din întraga lume ce urmărește „promovarea și dezvoltarea culturii cinematografice și salvgardarea intereselor profesionale”. A fost fondată în anul 1930 în Bruxelles, Belgia și în prezent este compusă din peste 50 de organizații naționale.

## Premiile FIPRESCI
FIPRESCI acordă premii în timpul festivalurilor de film, răsplătind filmele sau cineaștii cu activități inovatoare.

### Marele premiu acordat de FIPRESCI
- 1999 : Todo sobre mi madre de Pedro Almodóvar  Spania
- 2000 : Magnolia  de Paul Thomas Anderson  Statele Unite
- 2001 : دایره (Dāyereh) Cercul de Jafar Panahi  Iran
- 2002 : Mies vailla menneisyyttä (Omul fără trecut) de Aki Kaurismäki  Finlanda
- 2003 : Uzak de Nuri Bilge Ceylan  Turcia
- 2004 : Notre musique  de Jean-Luc Godard  Franța
- 2005 : 빈 집 (Case nelocuite) de Kim Ki-duk  Coreea de Sud
- 2006 : Volver de Pedro Almodóvar  Spania
- 2007 : 4 luni, 3 săptămâni și 2 zile de Cristian Mungiu  România
- 2008 : There Will Be Blood  de Paul Thomas Anderson  Statele Unite
- 2009 : Le Ruban blanc de Michael Haneke  Franța  Germania  Italia  Austria
- 2010 : The Ghost Writer (în franceză L'écrivain fantôme, în germană Der Ghostwriter, în română Scriitorul din umbră)  de Roman Polanski  Franța  Germania  Regatul Unit
- 2011 : The Tree of Life de Terrence Malick •  Statele Unite ale Americii
- 2012 : Amour de Michael Haneke •  Franța /  Austria
- 2013 : La Vie d'Adèle d'Abdellatif Kechiche •  Franța
- 2014[3] : Boyhood de Richard Linklater •  Statele Unite ale Americii
  - Ida de Pawel Pawlikowski •  Polonia
  - The Grand Budapest Hotel de Wes Anderson •  Statele Unite ale Americii
  - Winter Sleep (Kıș Uykusu) de Nuri Bilge Ceylan •  Turcia
- 2015[4] : Mad Max: Fury Road de George Miller •  Statele Unite ale Americii
  - Fiul lui Saul (Saul fia) de László Nemes •  Ungaria
  - The Assassin (聶隱娘, cìkè niè yǐnniáng) de Hou Hsiao-hsien •  Taiwan
  - Taxi Téhéran (تاکسی, Taxi) de Jafar Panahi •  Iran
- 2016[5] : Toni Erdmann de Maren Ade •  Germania
  - Anomalisa de Duke Johnson și Charlie Kaufman •  Statele Unite ale Americii
  - Paterson de Jim Jarmusch •  Statele Unite ale Americii

## Undercurrent
Începând cu anul 2005, criticul de film Chris Fujiwara îngrijește un jurnal al organizației numit Undercurrent.

## Alte articole
- Palm d'Or și categoriile
- Laureați ai premiului Premiul FIPRESCI
- Laureați ai premiului Un Certain Regard